# 461 Saskia
461 Saskia este un asteroid din centura principală, descoperit pe 22 octombrie 1900, de Max Wolf.